# Институт морской биологии НАН Украины
Институт морской биологии НАН Украины (укр. Інститут морської біології НАН України) — научно-исследовательский институт Национальной академии наук Украины, который находится в Одессе. Создан на базе Одесского филиала Института биологии южных морей имени А. О. Ковалевского НАН Украины.
Здание, в котором находится Институт — Доходный дом Асвадурова, — является памятником архитектуры местного значения.

## История образования

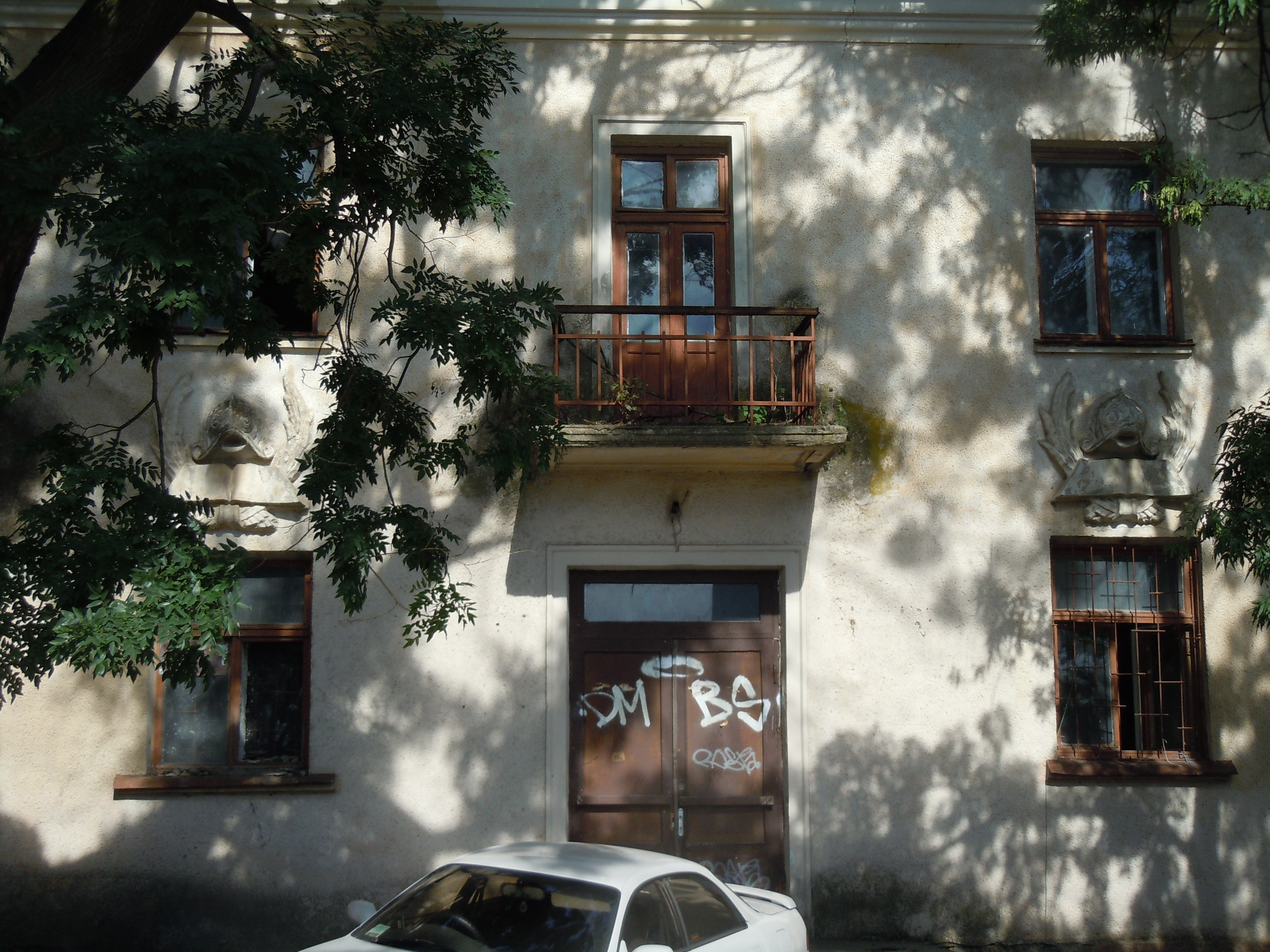
Здание Одесской биологический станции в селе Люстдорф

Институт был основан 21 декабря 1953 года специальным постановлением Совета Министров УССР как Одесская биологическая станция Института гидробиологии НАН Украины. После образования в 1963 году Института биологии южных морей в Севастополе биологическая станция была реорганизована постановлением № 796 от 11 июня 1963 года в Одесский филиал Института биологии южных морей. Долгое время руководителем биологической станции (в 1953—1963 годах) и филиала института (в 1963—1972 годах) был доктор биологических наук, профессор Константин Александрович Виноградов. В 1972—1989 годах филиалом руководил академик НАН Украины, доктор биологических наук, профессор, заслуженный деятель науки и техники Украины Ювеналий Петрович Зайцев. В 1989—1994 годах институтом руководил доктор географических наук, профессор Александр Михайлович Бронфман, а академик Зайцев остался главным научным сотрудником филиала. С 1994 года по 2014 год руководителем филиала являлся доктор биологических наук, профессор Борис Георгиевич Александров.
2 июля 2014 года постановлением № 161 президиума Национальной академии наук Украины Одесский филиал Института биологии южных морей имени А. О. Ковалевского НАН Украины был реорганизован в государственное учреждение «Институт морской биологии НАН Украины».

## Направления работы
Институт занимается комплексными фундаментальными и прикладными исследованиями в биологии и экологии водных экосистем. Основные направления работы:
- Экология водоёмов с влиянием больших портово-промышленных комплексов и агломераций
- Гидробиологическое улучшение и обновление нарушенных экосистем
- Математическое моделирование водных экосистем с целью получения объективного диагноза и прогнозов их дальнейшего состояния
- Создание компьютерных экологических баз данных по шельфу северо-западной части Чёрного моря[укр.], прибрежных районов и лиманов междуречья Дунай—Днепр.

Разрабатываются современные методы отбора и обработки гидробиологических проб, анализа научной информации. Осуществляется научная экологическая экспертиза, совершенствуются методы охраны, управления экосистемами и их устойчивого развития. Институт осуществляет подготовку научных кадров в аспирантуре и докторантуре по специальностям «гидробиология» и «зоология».

## Научные подразделения института
- Отдел экологической интеграции биоциклов
- Отдел экологии краевых группировок
- Отдел качества водной среды
- Отдел морфо-функциональной экологии водной растительности

## Пожар 2019 года

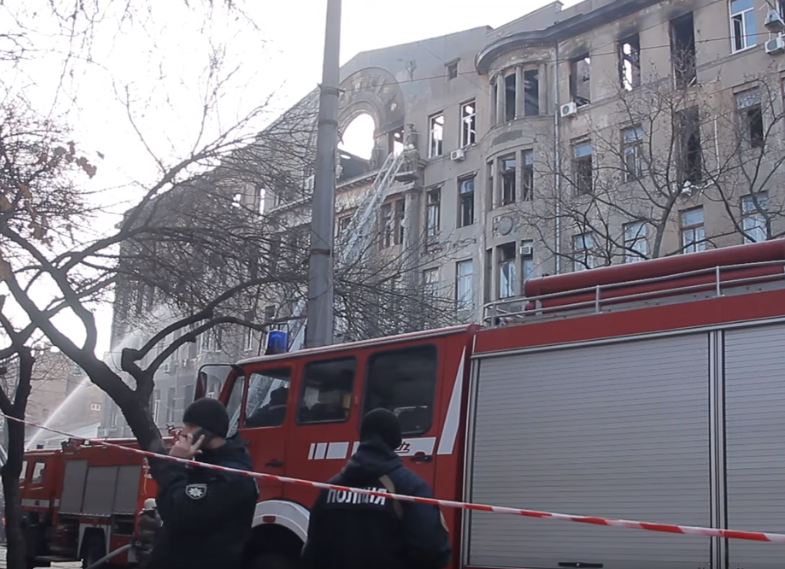
Пожар в Институте морской биологии

4 декабря 2019 г. в здании произошёл пожар. Возгорание началось на 3-м этаже здания, где располагался экономический колледж, затем пожар распространился на все здание. Была уничтожена научная библиотека учреждения, лабораторное оборудование, опытные образцы и научные коллекции. При пожаре погибло 16 человек, среди них директор Института Борис Георгиевич Александров, и сотрудница института.